# Geul (rivier)

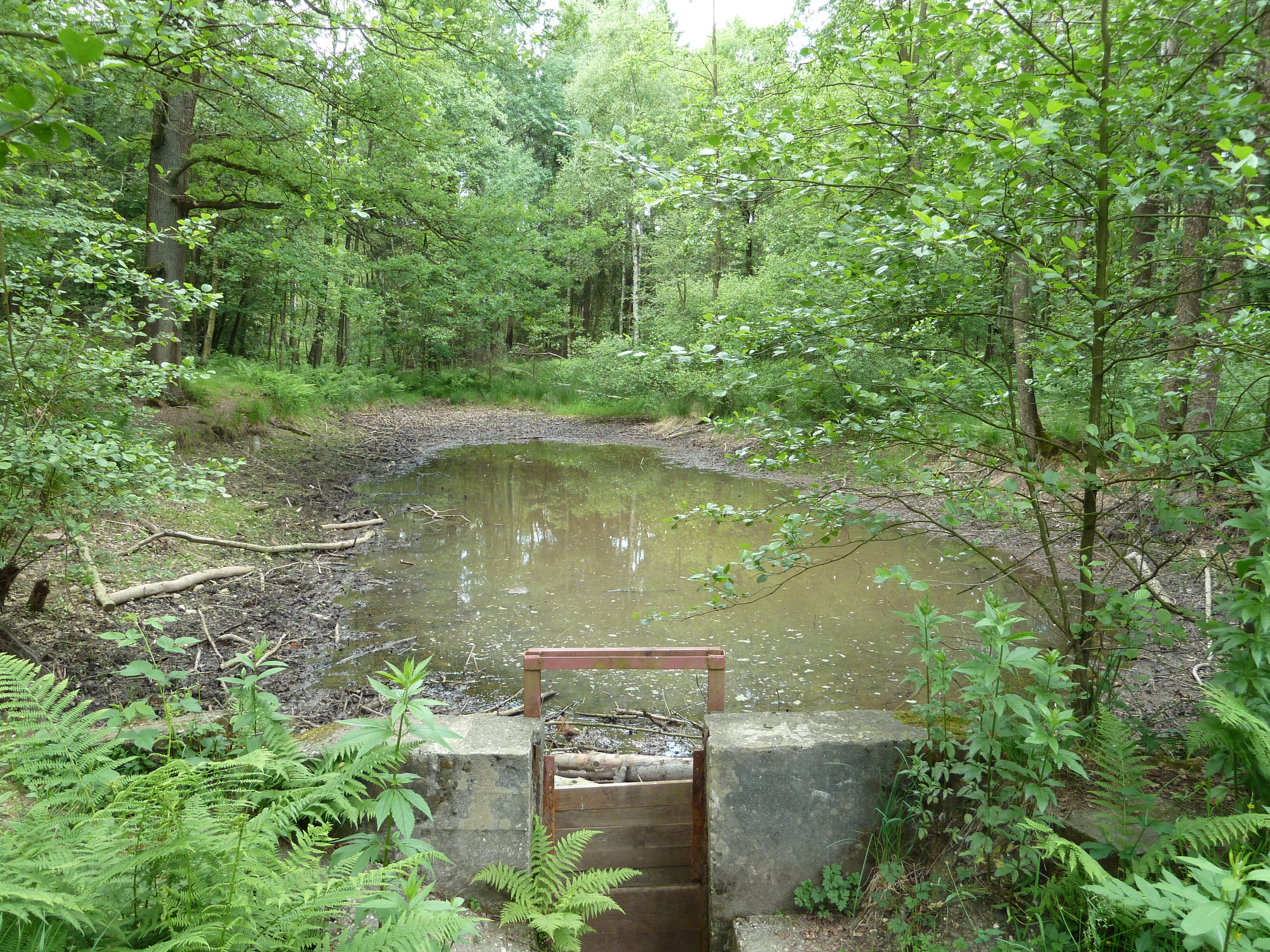
Bron van de Geul bij de Zyklopensteine in de buurt van de plaats Lichtenbusch

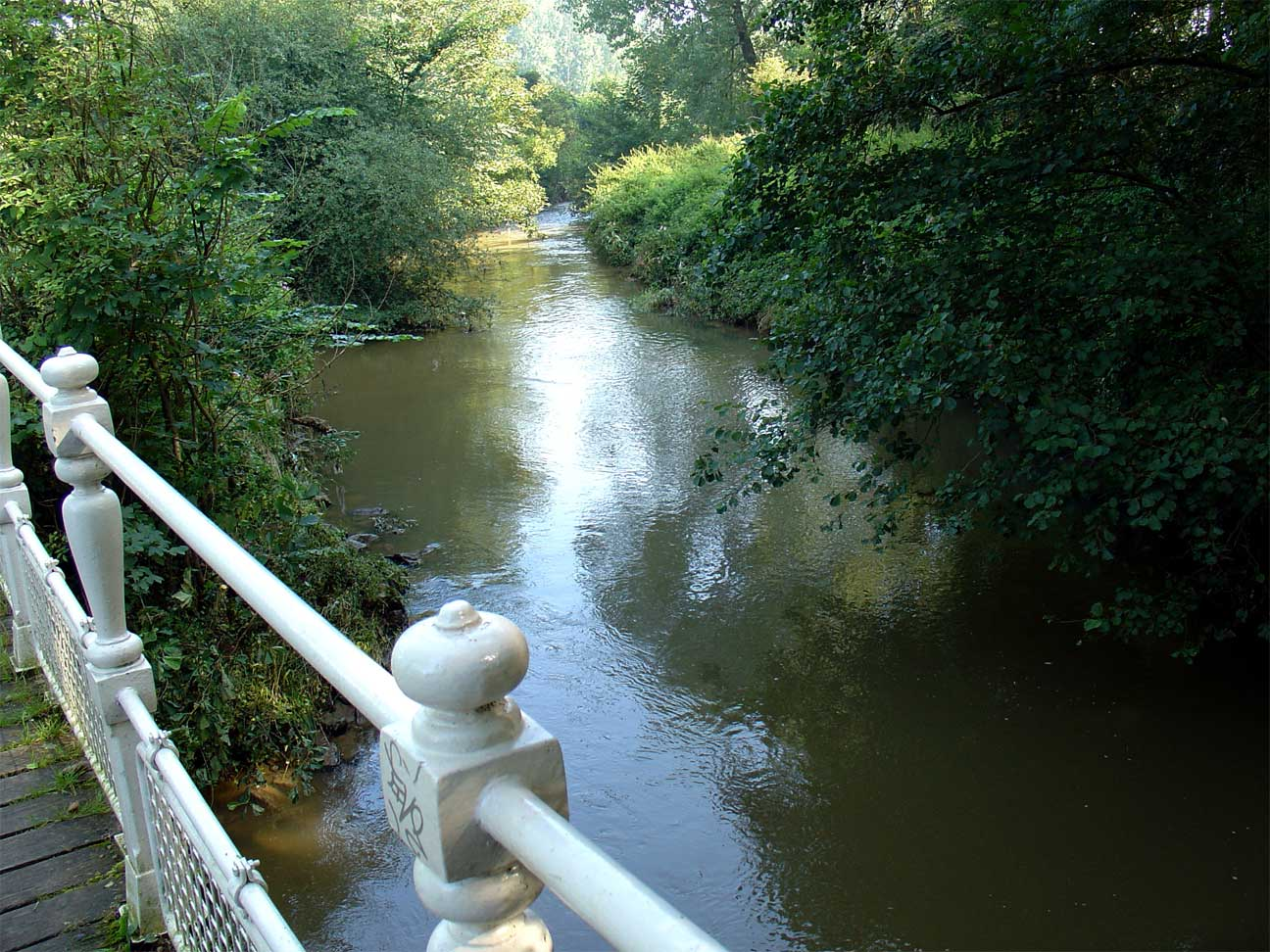
De Geul nabij Strabeek

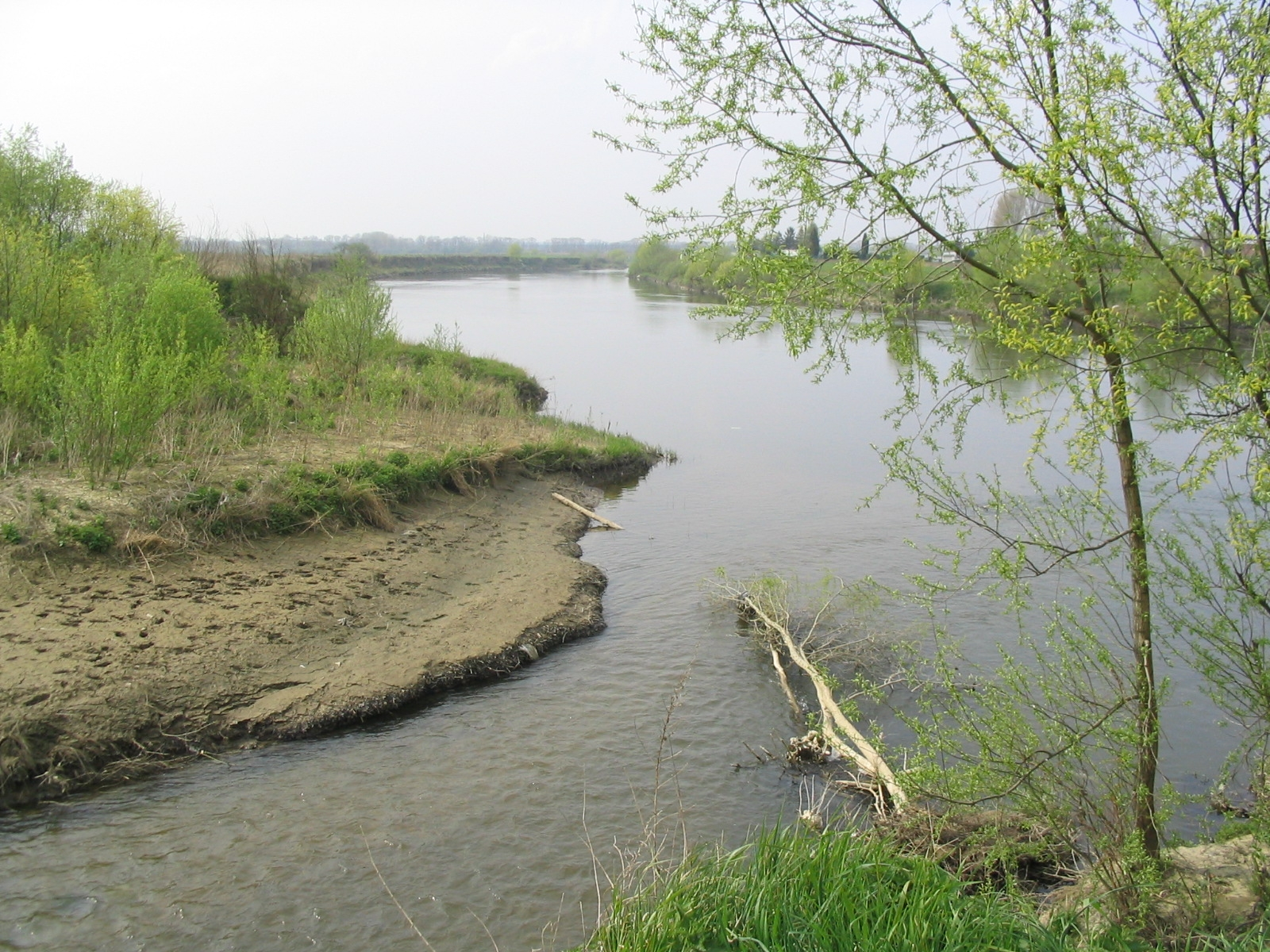
Monding bij Voulwames: de Geul stroomt in de Maas

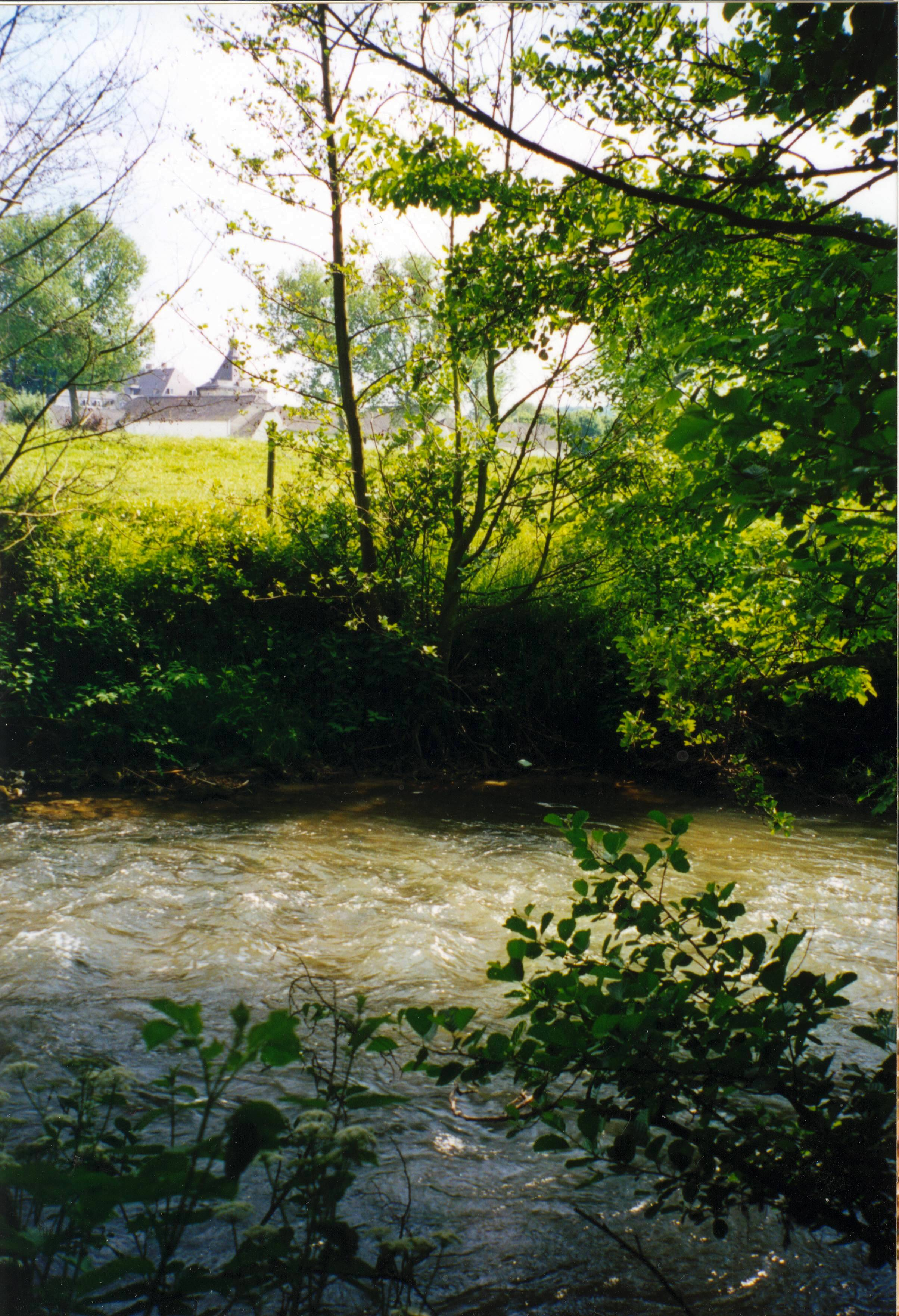
De Geul nabij Valkenburg

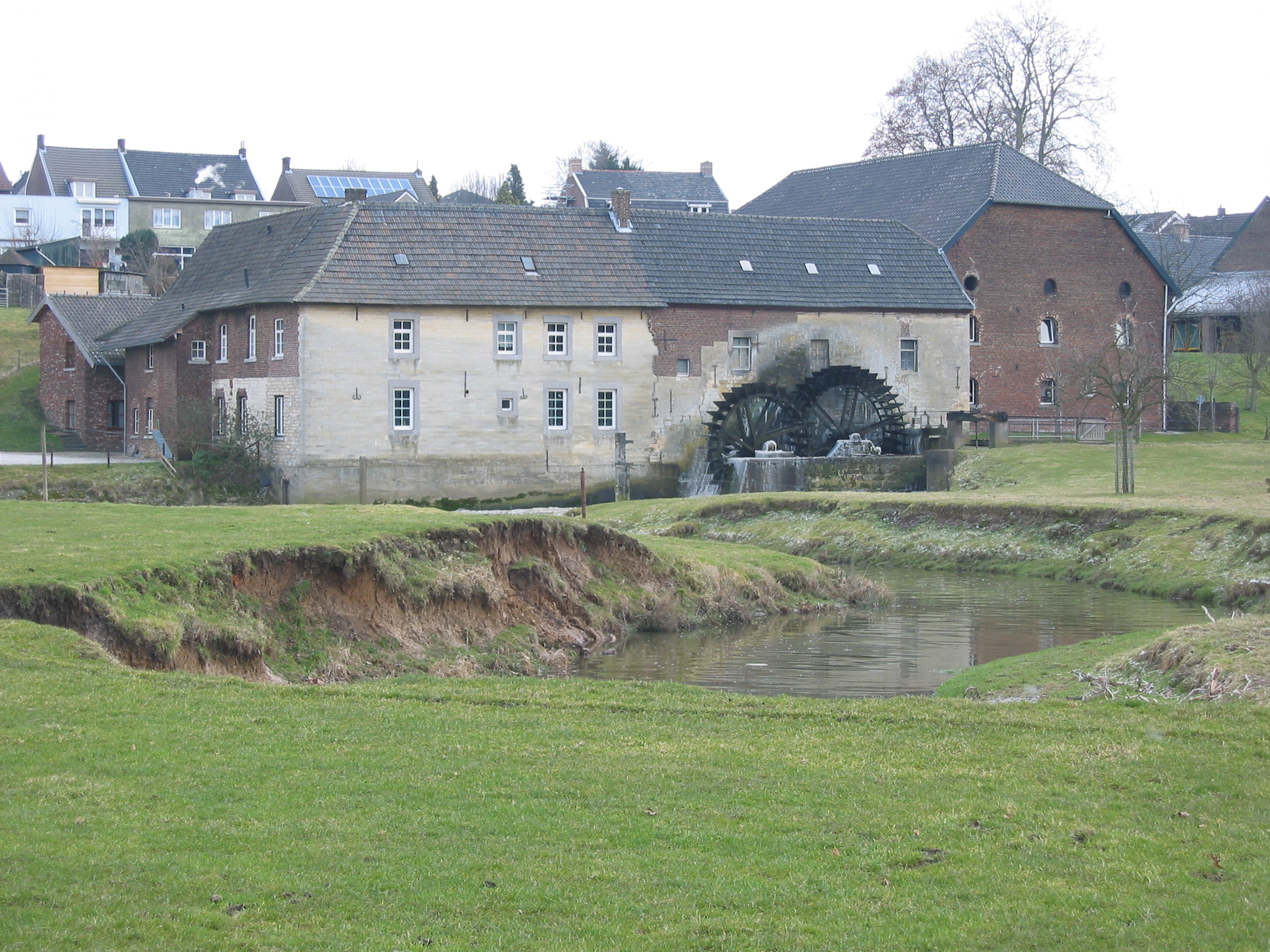
Watermolen Wijlre (Molen van Otten)

De Geul (Limburgs Gäöl, Duits: Göhl, Frans: Gueule, oude benamingen: Gullo (922), Guel en Goel (15e eeuw) en Gule) is een rivier die met meerdere bronnen ontspringt in de gemeente Raeren in België bij de Zyklopensteine aan de Duitse grens, nabij de plaats Lichtenbusch. Ze verlaat België bij Sippenaeken en komt bij Cottessen Nederland binnen. Bij het gehucht Voulwames boven Itteren mondt ze uit in de Maas. De gemiddelde afvoer van de Geul bedraagt ongeveer 4 m3/s.

## Algemeen
De Geul is 58 kilometer lang en het totale verval bedraagt ongeveer 250 meter. Vroegere kanalisaties zijn of worden sinds het begin van de 21ste eeuw opgeheven, zodat de rivier haar oude loop kan volgen en weer op natuurlijke wijze door het Zuid-Limburgse landschap meandert. De Geul wordt in België en Nederland gevoed door een groot aantal zijbeken.
Langs het Belgische deel van de Geul liggen de dorpen Eynatten, Hauset, Hergenrath, Kelmis, Moresnet, Plombières en Sippenaeken. In Nederland stroomt de Geul langs Cottessen, Epen, Mechelen, Partij (bij Wittem), Wijlre, Schin op Geul, Valkenburg, Broekhem, Strabeek, Houthem, Geulhem, Meerssen, Rothem en Bunde.
Het Geuldal ten zuiden van Gulpen (bovenstrooms) heeft aan de oostzijde hellingen naar het Plateau van Vijlen en aan de westzijde naar het Plateau van Crapoel. Het Geuldal benedenstrooms heeft aan de zuidzijde de hellingen naar het Plateau van Margraten, aan de noordzijde naar het Centraal Plateau en aan de oostzijde naar het Plateau van Ubachsberg.
Het Droogdal van Colmont maakt bij Etenaken een insnijding naar het Geuldal in het Plateau van Ubachsberg. Tussen Valkenburg aan de Geul en Eijsden-Margraten snijdt een ander droogdal, het Gerendal, in het Plateau van Margraten.

## Geschiedenis
Oorspronkelijk stroomde de Geul verder noordwaarts, parallel aan de Maas, om pas bij Geulle in de Maas te monden. In 1485 kwam de monding van de Geul ruim een kilometer zuidelijker te liggen, nabij de buurtschap Voulwames.
In de 19e eeuw zorgde de Geul veelvuldig voor wateroverlast voor de Zinkmijn van Plombières, zodat men de Geul drie kilometer lang kanaliseerde, bekleedde met waterdichte verharding en verlegde en via de uitgehouwen Geultunnel liet lopen.
Begin jaren 30 van de 20e eeuw waren er plannen om het Boven-Geuldal te gaan gebruiken als spaarbekken voor het opwekken van elektriciteit. In 1932 werd de Contact Commissie inzake Natuurbescherming (CC) opgericht om deze ontwikkeling te stoppen vanwege het kenmerkende heuvellandschap en de uitzonderlijke flora. De CC kreeg hierbij hulp van tientallen andere natuurbeschermingsorganisaties en van de KNAC en de ANWB. De acties van het CC zorgden er uiteindelijk voor dat deze ontwikkeling werd afgeblazen.
De Geul was in de loop van de twintigste eeuw wel een gereguleerd water geworden. Hierdoor verdwenen een aantal kenmerken van een natuurlijke stroom. Met Europese subsidies werd sinds begin eenentwintigste eeuw de natuurlijke staat van de Geul deels hersteld. Na hermeandering keerden stroomversnellingen, grindoevers en afkalvende oevers terug. De omstandigheden werden weer zo dat vissen als de barbeel en mogelijk de vlagzalm er een geschikt habitat kunnen vinden.

## Ecologische betekenis
De Geul herbergt een voor Nederland bijzondere flora en fauna. In het snelstromende water komen de elrits, gestippelde alver en de beekforel voor. Aan de bovenloop vindt men het zinkviooltje. In de heuvels bij Valkenburg leeft een kleine populatie van de geelbuikvuurpad. In veel bomen langs de Geul groeit de maretak.
Als gevolg van vroegere winning van lood- en zinkerts stroomopwaarts bij de Mijnzetel van Plombières en zinkerts in Kelmis worden de veilige waarden van zink, lood alsook van cadmium overschreden. Door lozingen van ongezuiverd afvalwater in België is de Geul soms ernstig vervuild met E. colibacteriën, nitraat en fosfaat. Het beherende waterschap in Nederland verbiedt daarom het zwemmen in de Geul.
In de benedenloop van de Geul, nabij Meerssen, is een overloopgebied ingericht, waardoor bij hoogwater niet al het water in een keer de Maas instroomt. Ook gaat de waterkwaliteit hierdoor vooruit omdat er meer vervuild sediment kan bezinken.
In de Bergse Heide en Ingendael, een natuurgebied met vochtig grasland langs de rivier in de gemeente Valkenburg aan de Geul, wordt bij het beheer gebruikgemaakt van grote grazers als gallowayrunderen en konikpaarden. Dit is ter bevordering van de biodiversiteit in het dal en op de hellingen.

## Ecologische ramp
Door een ongeluk met een gescheurde silo in België is in de zomer van 2018 een grote hoeveelheid mest in de Geul terechtgekomen. Hierdoor is een massale vissterfte op gang gekomen. Slechts vijf procent van alle vissen heeft het overleefd. Het lijkt erop dat zeldzame soorten zoals de beekforel en de vlagzalm hierdoor geheel verdwenen zijn uit de rivier.

## Waterkracht in de Geul
In de rivier de Geul bevinden zich geen grootschalige waterkrachtcentrales. De benodigde stuwing van water heeft veel invloed op het milieu en voor de benodigde ingrepen in het landschap bestaat geen politiek draagvlak. Op kleinere schaal zijn er wel generatoren voor elektriciteitsopwekking gekoppeld aan historische watermolens. Dit is het geval bij: de Volmolen in Epen, de Commandeursmolen in Mechelen, De Molen van Otten te Wijlre en de Groote Molen in Meerssen.
Bij voldoende waterafvoer in de Geul kunnen deze traditionele watermolens voorzien in de elektriciteit voor ongeveer 250 huishoudens.

## Zijbeken van de Geul

### Op Belgisch gebied
- Oehl (links), met de zijbeek Möschenbergsbach, stroomt grotendeels door Eynatten (gem. Raeren)
- Rotsiefbach (rechts), stroomt door Hauset
- Viliarebach (links), stroomt door Hauset
- Lindengraben (links), stroomt door Walhorn
- Tüljebach (rechts), stroomt door Neu-Moresnet
- Hohnbach of Lontzenerbach (links), stroomt door Walhorn en Lontzen
- Iserentantsbächlein (links), stroomt door Moresnet
- Roebach (rechts), stroomt door Kelmis
- Leverbach (links), stroomt door Montzen
- Bempt (rechts), stroomt door Moresnet
- Beek van Maesveld (rechts), stroomt door Moresnet
- Broeckerbach (links), stroomt door Montzen
- Soue (rechts), stroomt door Gemmenich
- Tunisbach (links), stroomt door Homburg
- Weschbach (rechts), stroomt door Gemmenich
- Steinwegbach (rechts), stroomt door Gemmenich
- Banhagerbach (links), stroomt door Homburg
- Claeshaegbach (rechts), stroomt door Gemmenich
- Bach 1a (links), stroomt door Sippenaken

### Op Duits gebied
- Tüljebach

### Op Nederlands gebied
- Cottesserbeek (rechts), monding ten zuidoosten van Epen (o.a. gevoed door Kothauserbeek en Alleinbron)
- Elzeveldlossing (links), monding ten zuidoosten van Epen
- Berversbergbeek (rechts), monding ten zuidoosten van Epen (o.a. gevoed door Velraadsbeek)
- Belleterbeek (rechts), monding ten zuidoosten van Epen
- Tergraatbeek (links), monding ten zuidoosten van Epen
- Lousbergbeek (rechts), monding ten zuidoosten van Epen
- Lingbergbeek (rechts), monding ten zuidoosten van Epen
- Klopdriesscherbeek (rechts), monding ten zuidoosten van Epen
Molentak Volmolen
- Terzieterbeek of Sijlerbeek (links), monding bij Epen (o.a. gevoed door Helbergbeek, Bredebron, Fröschebron en Platergrub)
Molentak Epermolen
- Dorphoflossing (links), monding bij Epen
- Camerigerbeek (rechts), monding bij Epen
- Mässel (rechts), monding bij Epen
- Bommerigerbeek (rechts), monding ten noordoosten van Epen bij Motte Epen
- Paulusbron (links), monding ten noordoosten van Epen
- Klitserbeek (rechts), monding tussen Epen en Mechelen bij kasteel Hurpesch
- Nutbron (links), ten zuiden van Mechelen
Hurpescher Overlaat en Molentak Bovenste Molen
- Schaeberggrub (rechts), ten zuiden van Mechelen
- Theunisbron (rechts), ten zuiden van Mechelen
- Spetsensweidebeek (rechts), ten zuiden van Mechelen
- Landeus (links), ten zuiden van Mechelen
- Mechelder- of Lombergbeek (rechts), monding bij Mechelen (o.a. gevoed door Bermetijnbron, Eikerbeek, Hermensbeek)
- Schrieverslossing (rechts), ten noordwesten van Mechelen
- Selzerbeek (of Sinselbeek) (rechts), monding bij Partij (gevoed door verschillende beken)
Molentak Wittemermolen
- Eyserbeek (rechts), monding bij Gracht Burggraaf (Gulpen) (gevoed door verschillende beken)
- Gulp (links), monding bij Gracht Burggraaf (Gulpen) (gevoed door verschillende beken)
Afslagtak Molen van Otten
- Gronselenput (links), monding ten noorden van Stokhem, een bron die direct naast de Geul ontspringt.
- Scheumerbeek (rechts), monding tussen Schoonbron en Schin op Geul
Molentak Schaloensmolen
- Sint-Jansbron (rechts), ten oosten van Valkenburg
- Schaesbergbeek (rechts), in Valkenburg
Molentak Oude Molen en Franse Molen (de twee Geultakken beginnen bij de Walramstuw en liggen rond het Geuleiland met daarop het Theodoor Dorrenplein)
- Hekerbeek (rechts), in Valkenburg (o.a. gevoed door Losbrouckbeek)
- Kattebeek (rechts), in Valkenburg (o.a. gevoed door Dorbeek)
Molentak Kruitmolen
- Strabeek (rechts), bij Strabeek (o.a. gevoed door Berkenhofbeek)
Molentak Geulhemmermolen
- Stassenbeek (rechts), bij Geulhem
Geulke, afslagtak Geulke, Groene Overlaat
- Minderbeek (rechts), monding ten oosten Meerssen
Afslagtak geul
Klein Geul
- Watervalderbeek (rechts) bij Meerssen
  - Vliekerwaterlossing
- Oude Kanjel (links), net voor de Geul zelf in de Maas mondt

## Watermolens aan de Geul

### Op Belgisch gebied
- Molen van Terbruggen in Terbruggen (Gemmenich)
- Moulin Chinz in Moresnet
- Oude Molen te Sippenaeken

### Op Nederlands gebied
- Volmolen in Epen
- Eper Molen / Wingbergermolen in Epen
- Bovenste Molen in Mechelen-Höfke
- Commandeursmolen of Onderste Molen in Mechelen
- De Watermolen Wijlre in de Geul te Wijlre, die nu wordt gebruikt om groene stroom op te wekken.
- Schaloensmolen in Oud-Valkenburg
- Oude Molen in Valkenburg
- Franse Molen in Valkenburg
- Kruitmolen in Valkenburg
- Geulhemmermolen in Geulhem
- Groote Molen in Meerssen
- Oliemolen in Rothem (restant)
- IJzeren Molen in Rothem

## Groeves in het Geuldal
In de dalwanden en hellingen van het Geuldal zijn er door de eeuwen heen verschillende groeves en gangen uitgegraven, hoofdzakelijk voor de winning van mergel. Stroomafwaarts gezien zijn dat onder andere:
- Zinkertsgroeve van Vieille-Montagne te Kelmis
- Zinkmijn van Plombières te Plombières
- Cottessergroeve, nabij Cottessen
- Heimansgroeve ten noordwesten van Cottessen
- Vallenberggroeve te Sibbe
- Groeve bij de Drie Beeldjes te Oud-Valkenburg
- Groeve Kasteel Oost te Valkenburg
- Sibbergroeve te Sibbe
- Wilhelminagroeve onder de Heunsberg te Valkenburg
- Fluweelengrot onder de ruïne van Kasteel Valkenburg, te Valkenburg
- Ackermansgroeve en Daalhemergroeve waarin de Modelsteenkolenmijn gevestigd is, te Valkenburg
- Trichterberggroeve waarin het Grottenaquarium gevestigd is, te Valkenburg
- Valkenburgergroeve waarin de Gemeentegrot zich bevindt, te Valkenburg
- prehistorische vuursteenmijnen aan de Plenkertstraat, te Valkenburg
- Heidegroeve waarin de Romeinse Katakomben nagebouwd zijn, te Valkenburg
- Meertensgroeve tussen Geulhem en Valkenburg
- Geulhemmergroeve met rotswoningen, te Geulhem
- Bronsdaelgroeve, tevens oorlogsmonument, tussen Geulhem en Meerssen
- Curfsgroeve tussen Geulhem en Meerssen

## Overstromingen 2021
In juli 2021 is de Geul na een periode van hevige regen overstroomd. Dit zorgde voor ondergelopen weilanden en straten, in Valkenburg spoelde een brug weg en moesten bewoners van het centrum geëvacueerd worden.

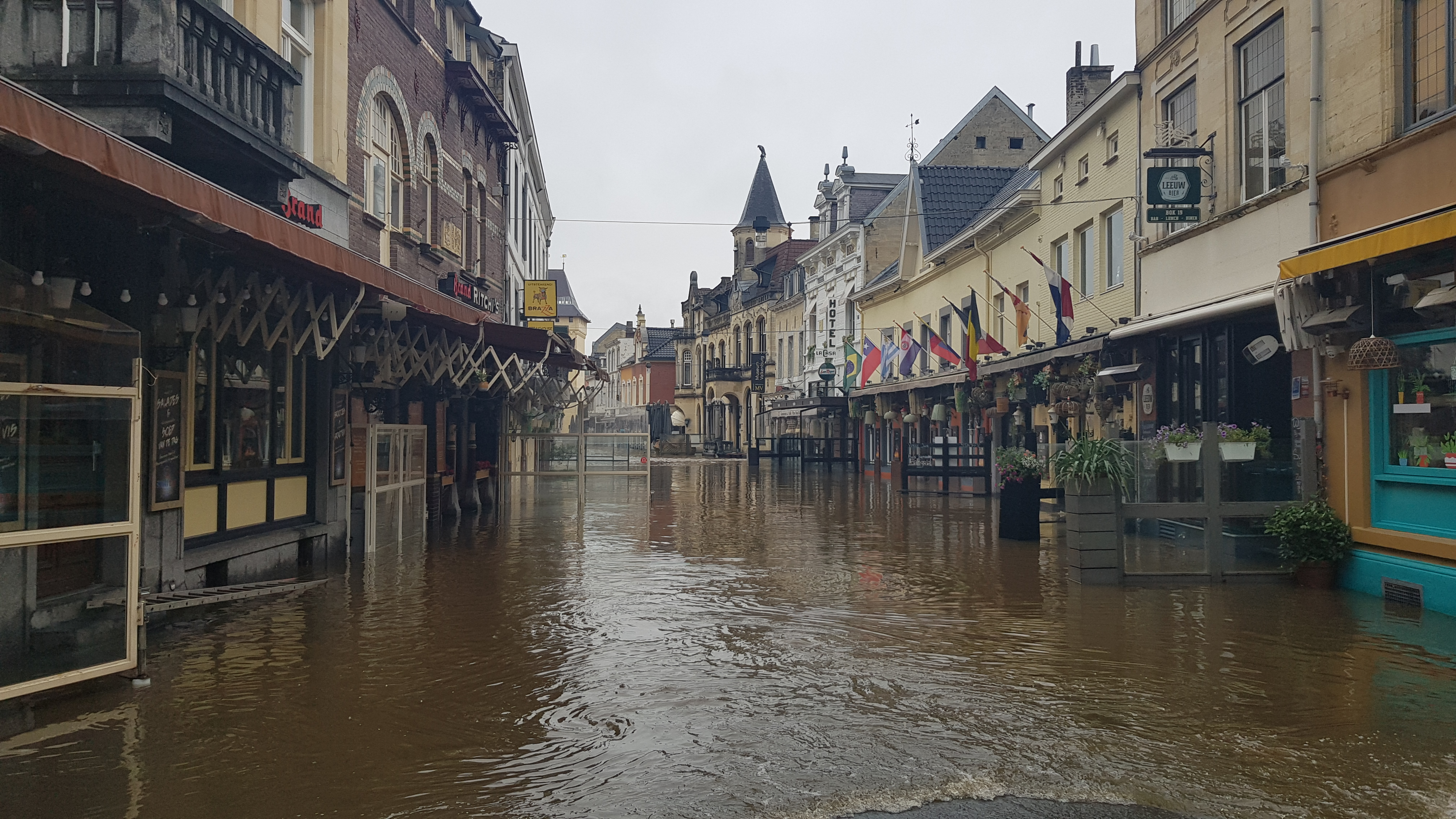
Overstroming in het centrum van Valkenburg

## Afbeeldingen

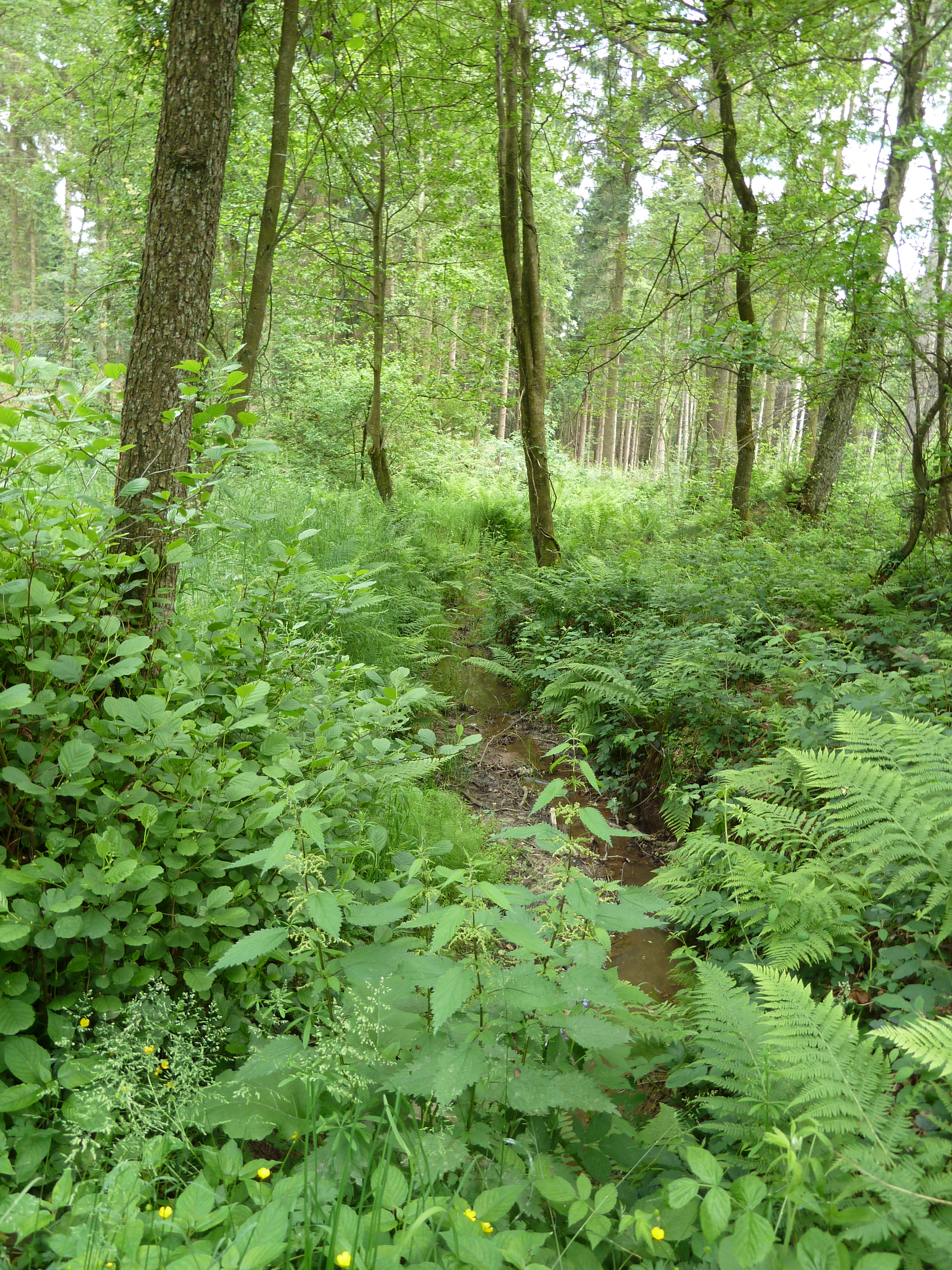
De Geul direct na de bron
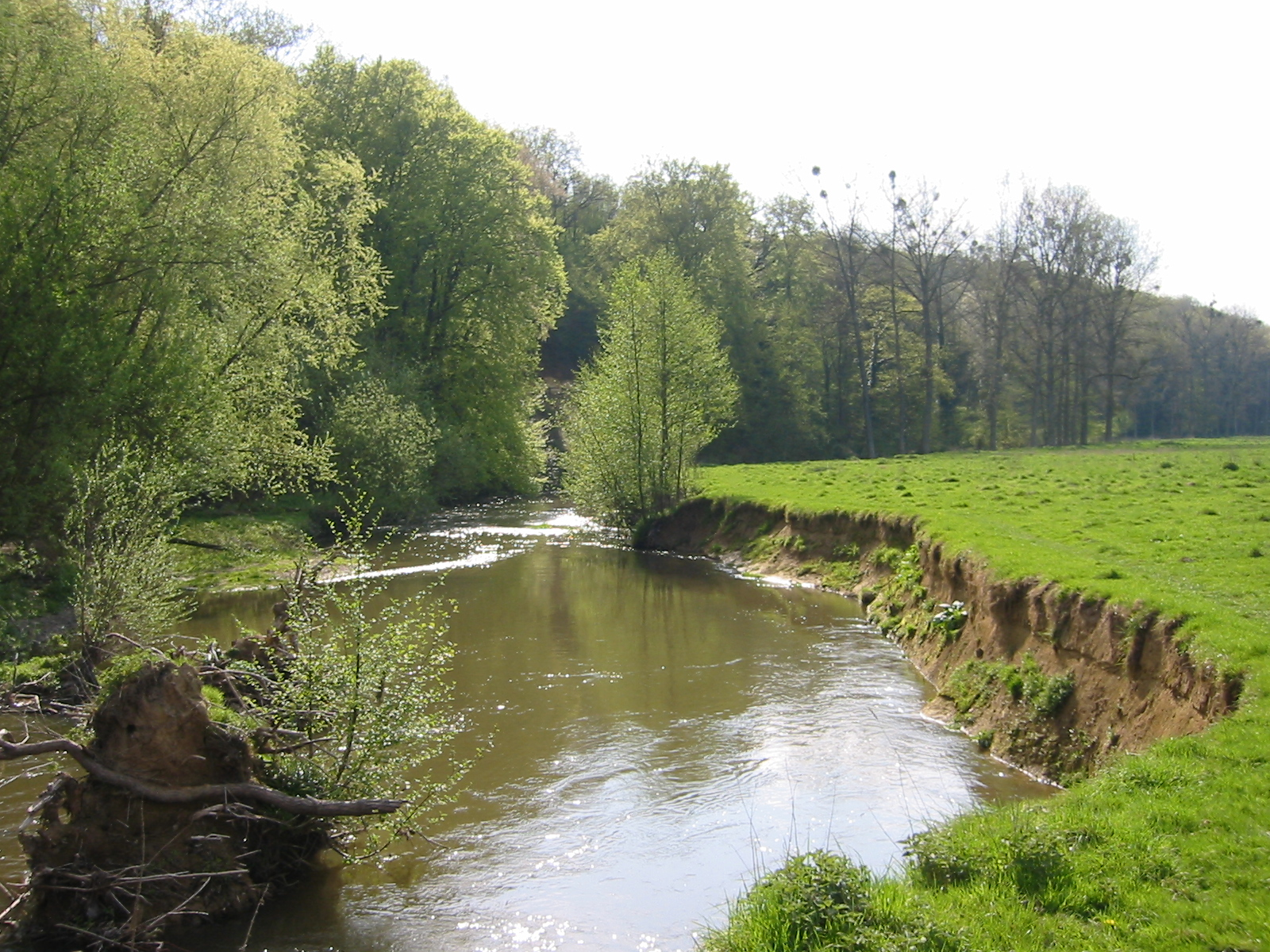
Afkalvende oever
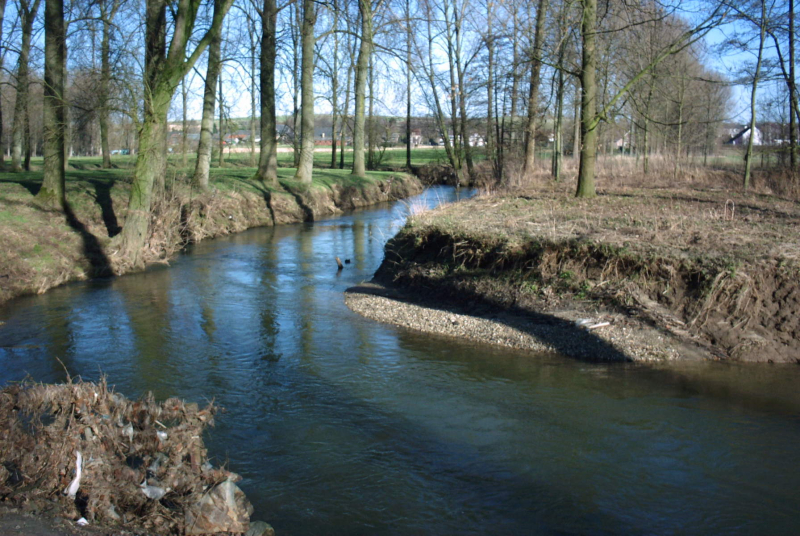
Meanderend langs Wijlre
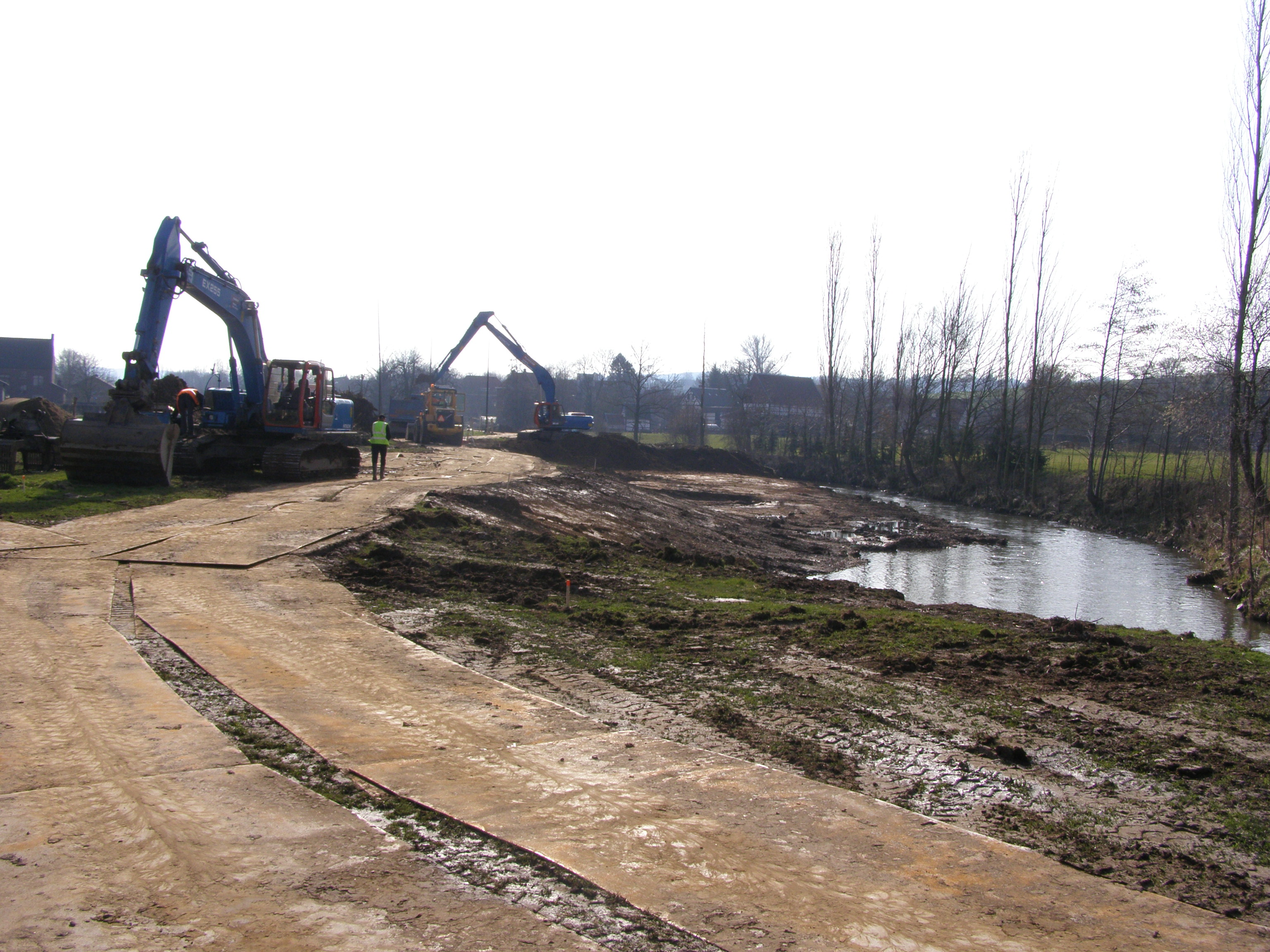
Herinrichtingswerken (2008)

- Virtual International Authority File: 315144194